# Adenophora xifengensis
Adenophora xifengensis là loài thực vật có hoa trong họ Hoa chuông. Loài này được P. F. Tu & Y. S. Zhou mô tả khoa học đầu tiên năm 1990 dưới danh pháp Adenophora stenanthina subsp. xifengensis. Năm 1998 P. F. Tu & Y. S. Zhou nâng cấp nó thành loài độc lập.